# Xcaret
Xcaret (pronuncia maia: ʃkaˈɾet) é um parque temático ecológico situado na Riviera Maya, a 5 km ao sul de Playa del Carmen e a 75 km ao sul de Cancún, no estado de Quintana Roo, México. Para a civilização maia este local foi um importante porto e centro mercantil. Teve também o nome de Polé e seus vestígios arqueológicos ainda hoje podem ser apreciados.
Desde sua fundação, em 1990, e devido a seu privilegiado entorno natural, Xcaret desenvolveu diversos programas para a conservação e reprodução da flora e da fauna típicas do sudeste mexicano, como as tartarugas marinhas, os manatis e os coatás. Entre suas instalações encontra-se o primeiro borboletário do México e o Aquário de Recife de Coral, um dos poucos lugares no mundo onde se pode observar estruturas de recifes em seu habitat natural.
Como parque temático, Xcaret se caracteriza por mostrar os aspectos naturais e culturais mais representativos do México. Além de propiciar a prática de diversas atividades aquáticas em seus cenotes (poços), rios subterrâneos, lagoas e praias, podem-se apreciar as tradições do povo maia e estampas do folclore mexicano.